# エドゥアルト・フリードリヒ・エーフェルスマン

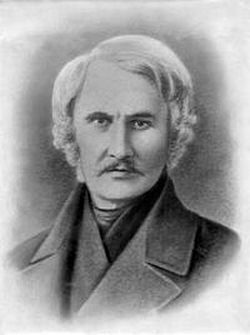
エドゥアルト・フリードリヒ・エーフェルスマン

エドゥアルト・フリードリヒ・エーフェルスマン（Eduard Friedrich von Eversmann、1794年1月23日 - 1860年4月14日または26日）は、ドイツの生物学者、探検家である。

## 生涯
ルール地方のヴェーリンクハウゼンで生まれた。マールブルク大学、ハレ大学、ベルリン大学、タルトゥ大学で学び、1816年に医学、産科学の学位を得た。1816年の末に、ウラル地方のズラトウーストに住み、メイエンドルフト（Georg von Meyendorff）、パンダー（Christian Heinrich Pander）とともに、中東へ潜入して博物学を研究するために、タタール語とペルシア語、イスラム教について学んだ。タタール商人を装って、インドを目指した目的は達せられなかった。この旅で集められた植物や鉱物の標本はベルリン大学に送られた。1825年には、ウズベキスタンのヒヴァに対して行われた遠征に参加した。1824年に科学アカデミーレオポルディーナの会員に選ばれた。
1928年からカザン大学の動物学と植物学の正教授となり、カザンを拠点にオレンブルク、サラトフ、アストラハン、コーカサスを研究旅行し、国外へも4度の研究旅行を行った。30年以上の研究活動で、多くの専門誌に論文を書き、ヴォルガからウラルの間のロシア南東部の平原地域の動物相研究のパイオニアと評価されている。エーフェルスマンの集めた標本はサンクトペテルブルク動物学博物館に収められている。
ジョウビタキ属の鳥類の種Phoenicurus erythronotusの英語名「Eversmann's Redstart」やチョウの種の学名、Parnassius eversmanni（和名:ウスバキチョウ）に命名されている。